# Kościół Matki Boskiej Częstochowskiej w Olpuchu
Kościół pw. Matki Boskiej Częstochowskiej w Olpuchu – kościół filialny parafii św. Antoniego Padewskiego w Konarzynach k/Zblewa.
Należy do dekanatu zblewskiego Diecezji pelplińskiej.
Do parafii w Konarzynach oprócz Olpucha należą jeszcze miejscowości: Bąk, Cięgardło, Gołuń, Pikowo.

## Historia kościoła
Pierwsze niedzielne Msze Święte w Olpuchu, zaczęto odprawiać już w 1931 roku w budynku szkoły powszechnej. Msze były odprawiane raz w miesiącu przez księży z okolicznych parafii..
W 1933 roku rozpoczęto budowę kaplicy, którą zakończono pod koniec 1934 r.
Poświęcenie kościoła dokonał na podstawie upoważnienia z dnia 26 października 1936 r. JE ks. biskupa chełmińskiego Stanisława Wojciecha Okoniewskiego, ks. Leon Kręcki, Proboszcz w Starej Kiszewie. Od tego czasu, nabożeństwa odprawiane były już co dwa tygodnie a na nich można było udzielać Sakramentu Chrztu Świętego.
Kościół w Olpuchu przechodził dwukrotny remont kapitalny w latach 1936-1938 i po zakończeniu II wojny światowej.
W roku 1998 odnowiono elewację kościoła filialnego w Olpuchu. Wykonano ołtarz główny oraz dokomponowano dolną część i tabernakulum.

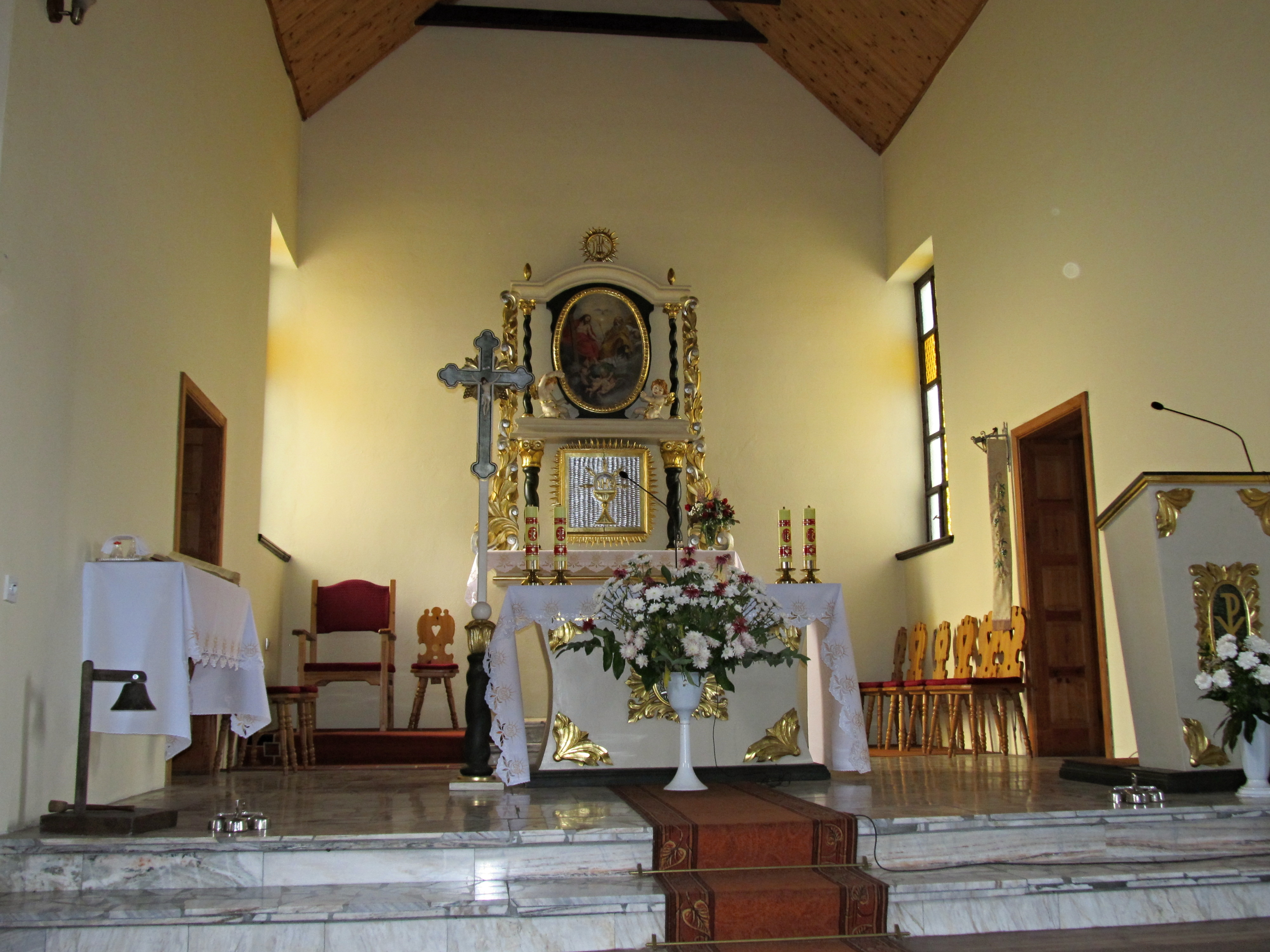
Prezbiterium i ołtarz w kościele w Olpuchu

W 2001 r. w Olpuchu wykonano dwa skrzydła boczne dla ołtarza głównego Trójcy Świętej, zrobiono dwa ołtarze boczne w nawiązaniu stylem do ołtarza głównego, poddano renowacji ambonę, konfesjonał i stacje drogi krzyżowej.
21 czerwca 2002 r. JE. Ks. Bp Diecezjalny prof. dr hab. Jan Bernard Szlaga, pobłogosławił ołtarz w kościele filialnym w Olpuchu.
W roku 2019 dokonano zmiany kształtu wieżyczki kościelnej oraz zmieniono pokrycie dachowe z gontów na blachę dachówkową bitumiczną.
Bezpośrednio przy kościele w Olpuchu, znajduje się cmentarz katolicki.